# Grottes de Toquepala

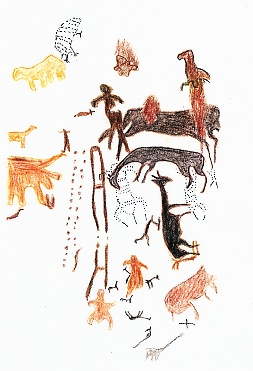
Reproduction d'une peinture pariétale des grottes de Toquepala

Les grottes de Toquepala sont un complexe de grottes préhistoriques du sud du Pérou, ornées de peintures pariétales. Une des grottes mesure une dizaine de mètres de profondeur sur cinq mètres de largeur et trois mètres de hauteur. Ses parois sont couvertes de peintures, parfois superposées les unes sur les autres. La datation par le carbone 14 les fait remonter entre 10 000 et 12 000 ans avant le présent.

## Géographie
Les grottes de Toquepala sont situées à l'extrême sud du Pérou, dans le district d'Ilabaya, dans la province de Jorge Basadre, département de Tacna. Elles se trouvent à environ 150 km à vol d'oiseau de Tacna et à 30 km de Moquegua.

## Histoire
Les grottes avaient été visitées auparavant mais la nouvelle de sa découverte scientifique par Emilio Gonzáles García a été diffusée en 1963. Des investigations ont été menées entre 1963 et 1967 par le Musée National d'Archéologie, d'Anthropologie et d'Histoire du Pérou, à Lima, avec l'appui de la société minière exploitant la mine de Toquepala. 

## Description
Les peintures pariétales représentent des scènes de chasse. Les figures représentées sont petites : 5 cm de haut pour les personnages et 10 cm pour la faune. On voit par exemple des hommes poursuivant des camélidés sud-américains avec des armes telles qu'arcs et propulseurs.

Pour réaliser ces peintures, les artistes de cette époque ont utilisé des couleurs rouge, jaune, verte et noire.
Les chercheurs pensent que cette grotte était un lieu sacré et magique. Ces scènes avaient peut-être pour but de favoriser les espoirs de faire de bonnes chasses. 
Herman Buse, spécialiste du sujet, a pu dire qu'il s'agissait d'une véritable pinacothèque de l'art paléolithique.